# Savoyai Mária Lujza spanyol királyné
Mária Lujza Gabriella (Torino, Savoya, 1688. szeptember 17. – Madrid, Spanyolország, 1714. február 14.), ismert korabeli ragadványnevén „a savoyai asszony” (spanyolul: La Saboyana), Spanyolország királynéja volt V. Fülöp spanyol királlyal 1701. november 2-án kötött házasságával 1714-ben bekövetkezett haláláig. Férje bizalmasaként és legfőbb tanácsadójaként tevékenykedett a spanyol örökösödési háború idején, miközben ő maga Ursins hercegnő befolyája alatt állt. A király távollétében a Spanyol Birodalom kormányzója is volt 1702 és 1703 között. Nagy népszerűségnek örvendett új hazájában. Mindkét, felnőttkort megélt fiából később király lett.

## Életrajza

### Ifjúkora
Mária Lujza Gabriella 1688. szeptember 17-én született a torinói királyi palotában, a Savoyai Hercegségben. Ő volt II. Viktor Amadé, Savoya hercegének és Anne Marie d’Orléans hercegnének harmadik leánya és második életben maradt gyermeke. Édesanyja volt a Monsieur és első felesége, Angliai Henrietta Anna legidősebb leánya. A fiatal Mária Lujza Gabriellát kiváló oktatásban részesítették, jellemét a kortársak intelligensnek, játékosnak és vidámnak írják le. Közeli viszonyt ápolt nővérével, Mária Adelheiddel, aki 1697-ben lett Burgundia hercegének, XIV. Lajos francia király legidősebb unokájának felesége.

### Házassága

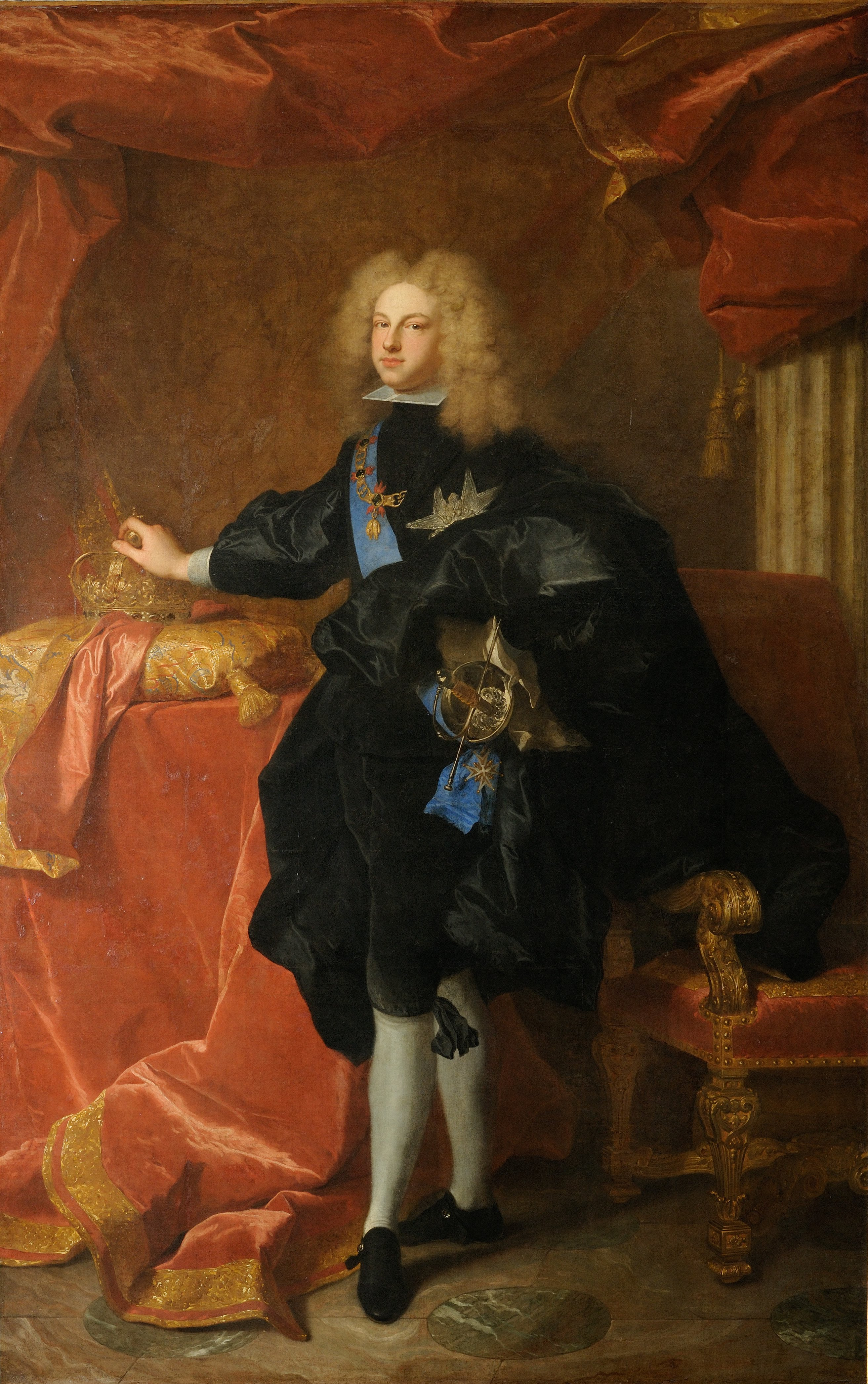
A fiatal Anjou Fülöp, XIV. Lajos francia király unokája, aki 1700-tól viselte a spanyol királyi címet

A Habsburg-házi gyermektelen II. Károly spanyol király 1700-ban bekövetkezett halálával trónját unokaöccse, a Bourbon-házból való Fülöp, Anjou hercege örökölte. Ennek következtében kitört a spanyol örökösödési háború. Fülöp, hogy hatalmát megszilárdítsa a spanyol trónon, 1701 közepén feleségül kérte a császár hűbéresének, Savoya hercegének leányát, Mária Lujza Gabriellát. XIV. Lajos engedélyezte a frigyet, ezzel ő maga is azt remélte, hogy a Savoyai Hercegség a házassággal elfordul majd hűbéresétől, Lipót császártól.
A házasságra először meghatalmazottak útján került sor 1701. szeptember 12-én, öt nappal a hercegnő tizenharmadik születésnapja előtt. A hercegnő szeptember 18-án érkezett Nizzába, ahol XI. Kelemen pápa személyesen üdvözölte és ajándékozta meg egy arany rózsával. Innen pár nappal később Antibesen keresztül Barcelonába érkezett. A tényleges esküvői szertartást a felek személyes részvételével november 2-án tartották Figueresben. Ezzel Mária Lujza hivatalosan is Spanyolország királynéja lett.

### Spanyolország királynéjaként

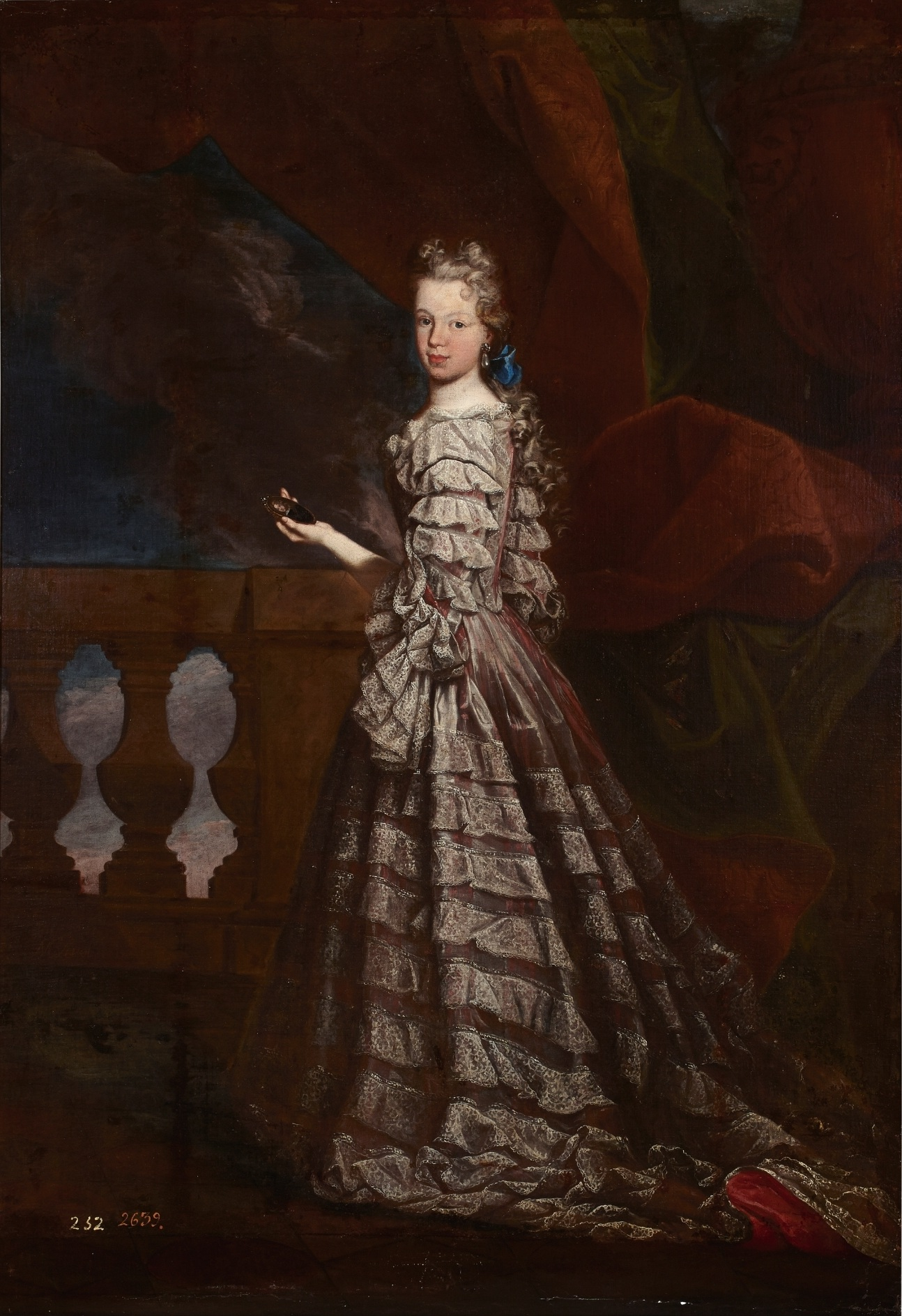
Mária Lujza spanyol királynéként 1707 körül, kezében férje, V. Fülöp miniatúrája

V. Fülöp király a kezdetektől szerelmes volt fiatal menyasszonyába. Hithű katolikus révén, nagyapjával ellentétben számára elképzelhetetlen volt, hogy szeretőt tartson. Spanyolország korábbi uralkodóitól eltérően Fülöp és Mária Lujza egy hálószobában aludtak. Első gyermekük, Asztúria hercege 1707-ben született, őt további három fiúgyermek követte.
Gramont hercege, a spanyol francia nagykövet már röviddel a házasságot követően jelentette XIV. Lajosnak, hogy Fülöpöt felesége könnyedén befolyásolni tudja. A francia király és szeretője, a nagyhatalmú Madame de Maintenon Spanyolországba küldte egy kegyencüket, Ursins hercegnőjét, aki a királyné hálószobájának első hölgye (spanyolul: Camarera mayor de Palacio) lett. Mária Lujza és Ursins hercegnő befolyása a királyra előnyösnek bizonyult: a királyné fiatal kora ellenére rendkívül érett és politikailag éleslátású volt, tanácsaikkal megfelelő irányba tudták mozdítani az amúgy passzív és érdektelen Fülöp királyt. Ursins hercegnő annyira nélkülözhetetlenné vált a királyi pár számára, hogy amikor 1705-ben XIV. Lajos utasította unokáját, hogy küldje el őt a spanyol udvartól, Mária Lujza királyné határozott fellépésével keresztülvitte, hogy a hercegnő mégis visszatérhessen Madridba.

#### A spanyol örökösödési háború alatt
1702-ben a királynak el kellett hagynia az országot, hogy a trónjáért kirobbant háború miatt személyesen menjen Nápolyba harcolni. Férje távolléte alatt a Spanyol Birodalom kormányzása az ekkor tizennégy esztendős Mária Lujzára maradt. A régensnő ragaszkodott, hogy minden elé kerülő panaszt személyesen vizsgáljon meg, továbbá elrendelte, hogy minden jelentést osszanak meg vele, minisztereivel pedig órákat töltött közös munkával. Folyamatosan konzultált a spanyol nagykövetekkel, és mindent megtett, hogy szülőhazája, Savoya ne lépjen hadba Spanyolországgal – ez utóbbit azonban nem sikerült elérnie. Apja, Savoya hercege kitartott Ausztria mellett, később, a háború végeztével el is nyerte a Savoyai-ház számára a szárd királyi címet.
A királyné ennek ellenére aktívan részt vett a spanyol nép háborúra való lelkesítésben. Rávette a junta tagjait, hogy támogassák a királyt, példáját követve több város és főnemes is pénzzel és csapatokkal segítette a spanyol hadsereget. Az örökösödési háborút lezáró 1713-as utrechti békeszerződés értelmében Fülöp megtarthatta a spanyol királyi címet és a tengerentúli gyarmatainak nagy részét, ám le kellett mondania az itáliai spanyol birtokokról a császár javára.

### Halála és utóélete

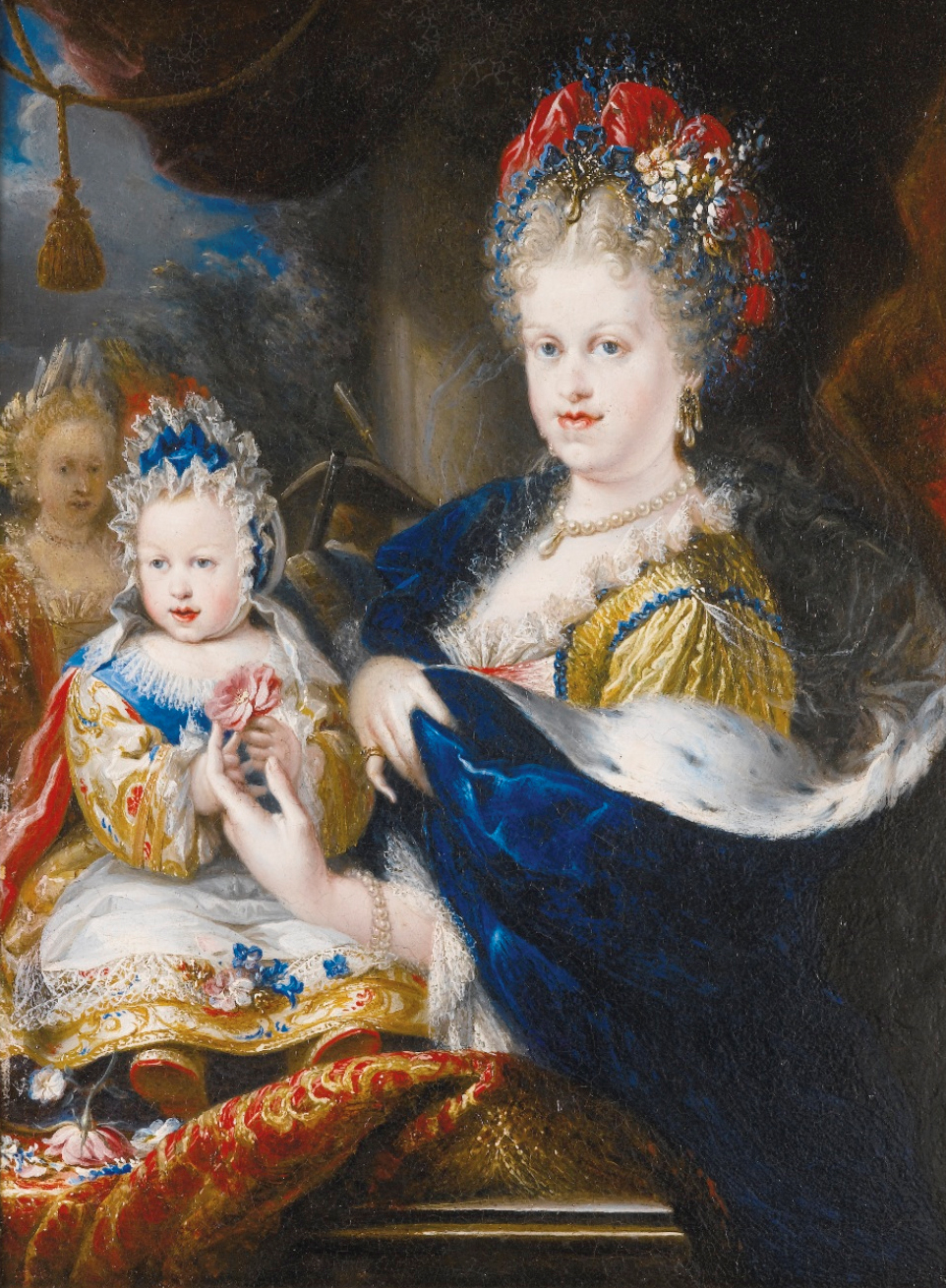
A királyné 1708-ban legidősebb gyermekével, Asztúria hercegével

Mária Lujza 1714-ben megbetegedett, tuberkulózist kapott. Végül a madridi királyi fellegvárban hunyt el február 14-én, huszonöt esztendős korában. Testét a San Lorenzo de El Escorial-i királyi kolostorban helyezték el. Még az elhunyt királyné halálának évében, Ursins hercegnő és Alberoni bíboros közbenjárásának eredményeként az özvegy Fülöp király feleségül vette az itáliai származású Farnese Erzsébetet, a Parmai Hercegség örökösnőjét. Erzsébet Mária Lujzához hasonlóan nagy befolyást gyakorolt férjére, később de facto az ország uralkodója lett.
Mária Lujza királyné házassága alatt összesen négy fiúnak adott életet. Második gyermeke mindössze tizenhat napot élt, míg harmadik fia, Fülöp Péter infáns hét éves korában vesztette életét betegség következtében. Másik két felnőttkort megélt gyermekéből azonban később király lett: legidősebb fia, Asztúria hercege tizenhét éves volt, amikor 1724 januárjában apja lemondott a trónról a javára, azonban a fiú fekete himlő miatt még abban az évben utód nélkül meghalt. Legkisebb gyermeke, Ferdinánd 1746-ban váltotta a trónra időközben visszaült apját, és tizenhárom éven keresztül, 1759-ig vezette Spanyolországot. Mivel Ferdinánd gyermektelen maradt, így a spanyol trón Fülöp és Farnese Erzsébet leszármazottjaira szállt. A királyné fivére, Károly Emánuel az ő tiszteletére nevezte el második leányát Mára Lujza Gabriellának.

## Gyermekei
|    | Gyermeke                 | Született            | Elhunyt             | Megjegyzés |
| -- | ------------------------ | -------------------- | ------------------- | --- |
| 1. | Lajos Fülöp infáns       | 1707. augusztus 25.  | 1724. augusztus 31. | Asztúria hercege. Apja 1724 januárjában lemondott a trónról javára, így Spanyolország királya lett, ám még azon év augusztusában elhunyt. Feleségétől, Louise Élisabeth d’Orléans hercegnőtől nem születtek gyermekei.                                                                                               |
| 2. | Fülöp Lajos infáns       | 1709. július 2.      | 1709. július 18.    | Az El Escorial-i királyi rezidencián született. Kéthetes korában hunyt el betegség következtében. |
| 3. | Fülöp Péter Gábor infáns | 1712. június 7.      | 1719. december 29.  | Testvéréhez hasonlóan szintén az El Escorialban született. Hét éves korában vesztette életét 1719 karácsonyán. |
| 4. | Ferdinánd infáns         | 1713. szeptember 23. | 1759. augusztus 10. | Fivére korai halálát követően apja visszatért a trónra, az ő 1746-ban bekövetkezett halálát követően lett belőle Spanyolország királya. Portugáliai Mária Borbálával való házasságából nem születtek gyermekei, így a trónt az apja második házasságából származó féltestvére, VIII. Károly nápolyi király örökölte. |